# Diagrama global de interacciones
Un diagrama global de las interacciones (en inglés: interaction overview diagram) es una de las catorce clases de diagramas en el Lenguaje de Modelado Unificado (UML), un lenguaje de modelamiento para software y otros sistemas.

## Descripción
El diagrama global de las interacciones es un diagrama de comportamiento, más precisamente, uno de los cuatro diagramas de interacción. Muestra una cierta vista sobre los aspectos dinámicos de los sistemas modelados. Aunque un diagrama global de las interacciones es una representación gráfica de una interacción, éste se distingue fuertemente de los diagramas de secuencia y de comunicación, dos de los otros diagramas de interacción. De hecho, algunos elementos gráficos del diagrama global de las interacciones están tomados del diagrama de actividades, otro diagrama de comportamiento para el modelado de actividades.
Los modelos de interacción pueden llegar a ser muy grandes para sistemas complejos. Si el número de líneas de vida participantes y el número de mensajes intercambiados excede una cierta medida, se impone “modularizar” las interacciones y dividir en partes pequeñas, más manejables, de acuerdo a principios universales del diseño de sistemas, que también pueden ser visualizadas con la ayuda de un clásico diagrama de secuencias. La visión de conjunto de toda la interacción, de manera que la Big Picture o bien el cuadro global, puede entonces ser representada con la ayuda del diagrama global de las interacciones, provisto para eso. 

## Ejemplo

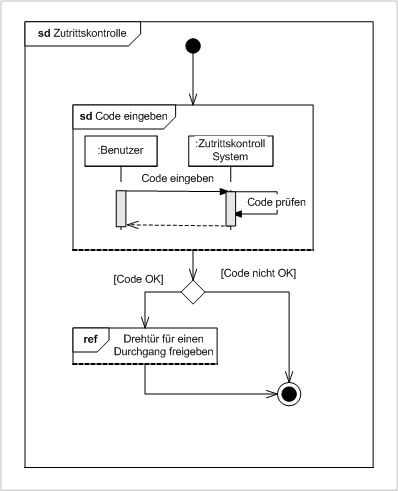
Ejemplo de un diagrama global de interacciones.

La figura muestra un ejemplo de un diagrama global de interacciones con un encabezado y un área de contenido. La palabra clave en el área de encabezado, en el caso de un diagrama global de interacciones, es sd o interaction.
En este ejemplo, el diagrama global de interacciones combina un diagrama de secuencia, que está definido en el lugar (inglés inline), con una interacción (Drehtür für einen Durchgang freigeben o en español, Desbloquear la puerta giratoria para un libre paso), que está modelada en otra parte y que aquí está solo referenciada, reconocible en la palabra clave ref.
El flujo de control entre estas dos interacciones es modelada con elementos de los diagramas de actividades. El proceso comienza en un nodo inicial y finaliza en un nodo terminal para actividades. Un nodo de ramificación entre las interacciones embebidas (el diagrama de secuencia y el de interacción) modela la decisión de si la entrada se abre o si debe permanecer cerrada.

## Diferencias con UML 1.4
El diagrama global de interacciones fue introducido nuevamente en la versión 2.0 de UML.